# Gottlieb Burckhardt

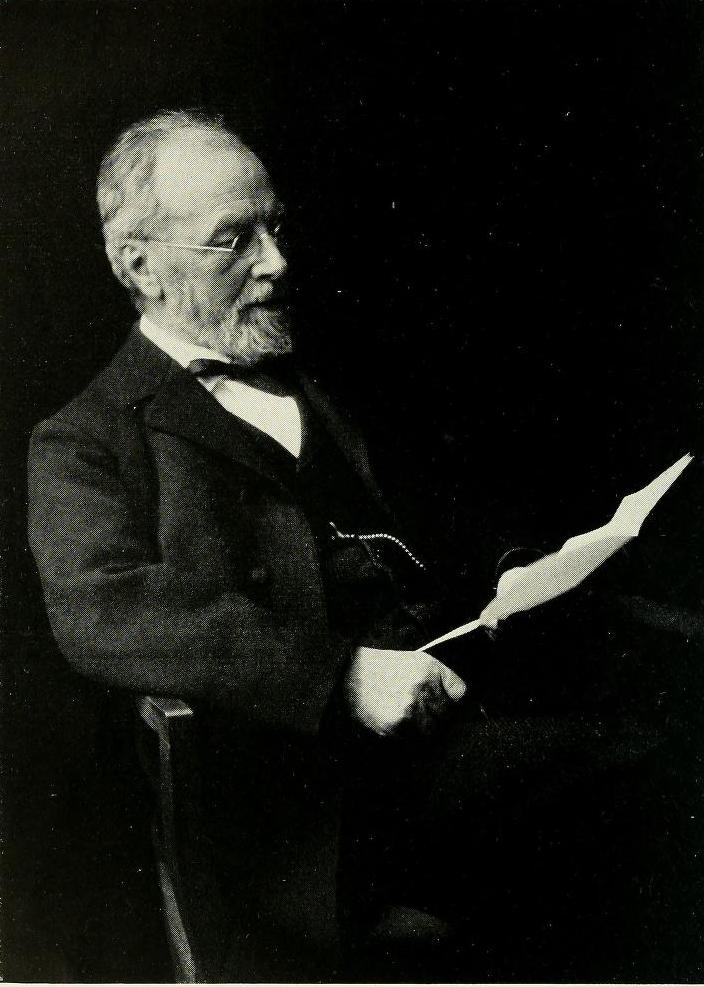
Gottlieb Burckhardt

Gottlieb Burckhardt (auch Burckhardt-Heusler; * 24. Dezember 1836 in Basel; † 6. Februar 1907 ebenda) war ein Schweizer Psychiater, Neurologe und Psychochirurg.

## Leben und Wirken
Johann Gottlieb Burckhardt studierte Medizin an den Universitäten Basel, Göttingen und Berlin. 1860 wurde er in Basel mit einer Arbeit, die er in Göttingen auf Anregung von Karl Ewald Hasse unter Leitung von Otto Beckmann erstellt hatte, promoviert. 1862 habilitierte er sich für Innere Medizin und Nervenheilkunde. In der folgenden Zeit arbeitete er als praktischer Arzt. Zunehmend neurologisch interessiert, wurde er 1873 Sekundärarzt unter Rudolf Schärer an der bernischen Irrenanstalt Waldau. Ab 1876 lehrte er als Privatdozent für Psychiatrie und Nervenkrankheiten an der Universität Bern. 1882 übernahm er die Leitung der Irrenanstalt Préfargier in Marin. Später kehrte er nach Basel zurück, wo er die Klinik Sonnhalde in Riehen leitete.
Zur Therapie von Psychosen entfernte er in der Anstalt Préfargier bei Patienten bestimmte Hirnrindenareale. Seine Versuche wurden vor allem in den Vereinigten Staaten rezipiert.
Gottlieb Burckhardt war ab 1863 mit Elisabeth, geborene Heusler (1840–1896), verheiratet, einer Schwester des Juristen Andreas Heusler. Burckhardt hatte mit seiner Frau acht Kinder, darunter der spätere Präsident des Direktoriums der Schweizerischen Nationalbank August Burckhardt (1867–1924) und der Rechtswissenschaftler Walther Burckhardt (1871–1939).

## Schriften (Auswahl)
- Über den Bau und das Verhalten des Epithelium der ableitenden Harnwege in normalen und pathologischen Zuständen. Basel 1859 (Dissertation).
- Die physiologische Diagnostik der Nervenkrankheiten. Engelmann, Leipzig 1875, DOI:10.3931/e-rara-21653.
- Die Lehre von den functionellen Centren des Gehirns und ihre Beziehung zur Psychologie und Psychiatrie. Probevorlesung in der Aula der Berner Hochschule vom 4. März 1876. Reimer, Berlin 1876, DOI:10.3931/e-rara-17196.
- Ueber Rindenexcisionen, als Beitrag zur operativen Therapie der Psychosen. Reimer, Berlin 1891, DOI:10.3931/e-rara-17197, auch in: Allgemeine Zeitschrift für Psychiatrie und psychisch-gerichtliche Medizin. Band 47, 1891, S. 463–548.